# Kecskeméti Pál (politológus)
Kecskeméti Pál; (Paul Kecskeméti, Peter Schmiedt) (Makó, 1901. október 31. – Washington, USA, 1980. október 30.) politológus, történész és szociológus, író, újságíró. Kecskeméti Ármin főrabbi fia, Kecskeméti György (1901–1944) újságíró ikertestvére.

## Életpályája
Anyja Magyar Irma volt.
1911–1919 között a makói József Attila Gimnázium diákja volt. Az 1920-as években a Századunk folyóirat köréhez csatlakozott. 1927-től Németországba ment, egy évtizedet Berlinben töltött, eleinte saját nevén, később Peter Schmiedt néven írta politológiai helyzetjelentéseit a csakhamar hitlerivé vált Harmadik Birodalomból. 1937-ben Franciaországba, 1940-ben az USA-ba távozott, ahol politikai szakértőként, majd kaliforniai Stanford egyetemen szociológiaprofesszorként működött. Kiadta sógorának, Mannheim Károlynak a műveit.
Publikált a Új Látóhatár, La Revue Danubienne, The American Hungarian Review c. lapokban.

## Főbb művei
- Meaning, communication, and value (Chicago, 1952); Strategic surrender.
- The politics of victory and defeat (Stanford, 1958);
- The unexpected revolution. Social forces in the Hungarian uprising (Stanford, 1961).